# Saint-Antoine (Cantal)
Saint-Antoine ist eine französische Gemeinde mit 85 Einwohnern (Stand: 1. Januar 2022) im Département Cantal in der Region Auvergne-Rhône-Alpes. Sie gehört zum Arrondissement Aurillac und ist Teil des Kantons Maurs. Die Einwohner werden Saint-Antonins genannt.

## Lage
Saint-Antoine liegt im Zentralmassiv, etwa 20 Kilometer südsüdwestlich von Aurillac. Umgeben wird Saint-Antoine von den Nachbargemeinden Marcolès im Norden und Osten, Puycapel im Süden sowie Leynhac im Westen und Südwesten.

## Bevölkerungsentwicklung
| Jahr                       | 1962 | 1968 | 1975 | 1982 | 1990 | 1999 | 2006 | 2011 | 2016 |
| Einwohner                  | 176  | 160  | 132  | 145  | 135  | 133  | 119  | 120  | 112  |
| Quellen: Cassini und INSEE |      |      |      |      |      |      |      |      |      |

## Sehenswürdigkeiten
- Kirche Saint-Antoine